# As the Flower Withers
As the Flower Withers var det britiske death/doom metalband My Dying Brides debutalbum, der blev udgivet i maj 1992 gennem Peaceville Records.
As the Flower Withers var et af de første albums der igangsatte den nye genre death/doom metal i undergrunden, og gav den elementer af de tungsindige dybder. Bandsene Paradise Lost og Anathema bidrog også til opstanden af den nye genre death/doom.
Albumomslaget blev tegnet af Dave McKean.

## Sang information
Mange af sporerne fra As the Flower Withers er dukket op på andre udgivelser af My Dying Bride. "Sear Me" var det første nummer i en trilogi. Den blev fulgt op af den keyboard og violin baserede sang "Sear Me MCMXCIII" fra 1993 og efterfølgende "Sear Me III" fra 1999, som stilmæssigt minder mere om den oprindelige sang.
"The Bitterness And The Bereavement" kom fra en af bandets tidligere demoer, og blev udgivet for sig selv under navnet "Unreleased Bitterness" i 1993. Denne version af sangen dukker også op på digipak genudgivelsen af As The Flower Withers, og deres opsamlingsalbum Meisterwerk 1.
"Vast Choirs" er en genskrevet version af en sang fra bandets første demoindspilning, Towards the Sinister. Denne version findes både på Meisterwerk 2 og genudgivelsen af Trinity i 2004.
"The Return of the Beautiful" blev genindspillet til studiealbummet The Dreadful Hours fra 2001.
Live versioner af "The Forever People" findes på begrænsede udgaver af The Angel and the Dark River og For Darkest Eyes. Den sang er ofte spillet som det afsluttende nummer til My Dying Brides optrædener.

## Sporliste
1. "Silent Dance" – 2:00
2. "Sear Me" – 9:00
3. "The Forever People" – 4:03
4. "The Bitterness and the Bereavement" – 7:28
5. "Vast Choirs" – 8:09
6. "The Return of the Beautiful" – 12:45
7. "Erotic Literature" – 5:05

### Japanske bonusspor
1. "The Forever People" live til Dynamo festival i 1995 – 4:56

### Bonusspor på genudgivelsen fra 2003
1. "Unreleased Bitterness" – 7:49